# Pleasure Bend
Pleasure Bend est une census-designated place de la paroisse de Saint-Jean-Baptiste, en Louisiane, aux États-Unis. 